# Typhamyza
Genre
Typhamyza est un genre d'insectes diptères de la famille des Anthomyzidae.

## Liste d'espèces
Selon BioLib (29 mars 2019) :
- Typhamyza bifasciata (Wood, 1911)